# Дмитриев, Геннадий Павлович
Генна́дий Па́влович Дми́триев (20 апреля 1934, Куркумбал, Моркинский район, Марийская автономная область, Горьковский край, РСФСР, СССР ― 10 мая 2007, Йошкар-Ола, Марий Эл, Россия) ― марийский советский и российский деятель науки, учёный-экономист, преподаватель высшей школы, партийный деятель. Заведующий кафедрой политэкономии Марийского политехнического института имени М. Горького (1981―1985), кандидат экономических наук (1970). Заслуженный работник культуры РСФСР (1988). Член КПСС с 1957 года.

## Биография
Родился 20 апреля 1934 года в дер. Куркумбал ныне Моркинского района Марий Эл.
В 1953 году окончил Моркинское педагогическое училище Марийской АССР, в 1963 году ― Свердловскую Высшую партийную школу.
С 1957 года на партийной работе, в 1965―1967 годах ― второй секретарь Куженерского райкома КПСС Марийской АССР.
В 1970 году окончил аспирантуру при Академии общественных наук при ЦК КПСС. Успешно защитил кандидатскую диссертацию на тему «Экономическая оценка земли и ее роль в совершенствовании управления колхозной экономикой», кандидат экономических наук (1970).
С 1970 года в Марийском политехническом институте имени М. Горького: старший преподаватель, с 1975 года ― доцент, в 1975―1980 годах ― секретарь парткома, в 1981―1985 годах ― заведующий кафедрой политэкономии. В это время продолжилась подготовка высококвалифицированных кадров для кафедры. Сотрудники кафедры активно работали в обществе «Знание», проводили социологические обследования для составления планов социально-экономического развития Марийской республики, организовывали региональную читательскую конференцию журнала «Экономические науки».
Долгое время являлся нештатным лектором общества «Знание». Член Йошкар-Олинского горкома КПСС.
В 1988 году ему присвоено почётное звание «Заслуженный работник культуры РСФСР». Награждён медалями и Почётной грамотой Президиума Верховного Совета Марийской АССР.
Скончался 10 мая 2007 года в Йошкар-Оле.

## Признание
- Заслуженный работник культуры РСФСР (1988)[1][2][4]
- Юбилейная медаль «За доблестный труд. В ознаменование 100-летия со дня рождения Владимира Ильича Ленина»[4]
- Медаль «Ветеран труда»[4]
- Почётная грамота Президиума Верховного Совета Марийской АССР (1982)[1][2][4]